# Gliederung
Eine Gliederung ist die Aufteilung eines Ganzen in mehrere strukturelle Teile oder Bereiche, die in sich weitgehend abgeschlossen sind, aber aus dem Ganzen als Einheit nicht entfernt werden können, ohne dieses unvollständig zu machen.

## Gliederung von Texten
Eine Gliederung, etwa medizinischer Texte nach dem alten anatomischen bzw. topographischen Ordnungsprinzip a capite ad calcem („von Kopf bis Fuß“ oder „vom Scheitel bis zur Sohle“, griechisch katà tópous), kann den Text übersichtlicher machen und es erleichtern, Informationen zu Teilaspekten schnell zu finden. Der Text wird dadurch in einzelne Sinnabschnitte (Segmente) eingeteilt, dabei steht eine klare Darstellung von Informationen in Absätzen im Vordergrund, z. B. in einem Vortrag, Referat oder in wissenschaftlichen Aufsätzen.
Bei wissenschaftlichen Texten ist eine Gliederung sehr gebräuchlich. Die oft tief gegliederten Examensarbeiten, Dissertationen und Habilitationsschriften haben strenge Formerfordernisse einzuhalten. Gute Gliederungen sind gekennzeichnet durch Logik der Gleich- bzw. Unterordnung aller Teile, durch Präzision der Überschriftenformulierungen sowie durch einheitlichen Überschriftenstil.
Die Gliederung wissenschaftlicher Arbeiten soll die Logik der Argumentation verdeutlichen. Historische Vorläufer des aktuellen Vorgehensmodells waren im Mittelalter die scholastische Methode sowie davor die antike Dialektik. Das aktuelle Vorgehensmodell folgt dem Schema
- Entdeckungszusammenhang,
- Begründungszusammenhang,
- Verwertungszusammenhang.[7]

In einer zeitgemäßen Ausprägung entspricht dieses Schema dem folgenden Vorgehensmodell:
- Einleitung (Anlass)
- Situationsanalyse
- Ziele
- Methodik und Arbeitsprogramm
- Synthese/Analyse
- Bewertung
- Zusammenfassung, Ausblick

Unter anderem mit der Textgliederung beschäftigt sich die Typographie.

### Normen
In Wirtschaft und Verwaltung ist in Deutschland die Einteilung eines Textes Teil der Textverarbeitung nach DIN 5008. Die Schreib- und Gestaltungsregeln für die Textverarbeitung bilden die Grundlage für das Verfassen professionell gestalteter Schriftstücke. Die Textgliederung und Abschnittsnummerierung erfolgt in Deutschland häufig auch gemäß DIN 1421 („Gliederung und Benummerung in Texten“), international gemäß ISO 2145 (Documentation; Numbering of divisions and subdivisions in written documents).

### Dezimale Gliederung
Die dezimale Gliederung (Segmentnummierung zur Herausarbeitung größerer Sinnzusammenhänge) ist in fast allen Studienfächern üblich. Dabei gelten folgende Richtlinien:
- Es werden indisch-arabische Ziffern verwendet.
- Jeder Hauptabschnitt wird von 1 an fortlaufend nummeriert.
- Jeder Abschnitt kann beliebig viele Unterabschnitte haben, mindestens jedoch zwei.
- Jeder Unterabschnitt kann wiederum in weitere Unterabschnitte, mindestens aber zwei, unterteilt werden usw.
- Die Ziffern der einzelnen Ebenen werden durch einen Punkt getrennt.
- Hinter der jeweils letzten Gliederungsziffer steht kein Punkt, also auch, wenn es nur eine Gliederungsziffer gibt (DIN 5008).

Beispiel:
1 Einleitung
2 Hauptteil
2.1 These
2.1.1 Argument Nr. 1
2.1.2 Argument Nr. 2
2.1.3 Argument Nr. 3
2.2 Antithese
2.2.1 Argument Nr. 1
2.2.2 Argument Nr. 2
2.2.3 Argument Nr. 3
3 Schluss

### Alphanumerische Gliederung
Die früher weit verbreitete alphanumerische Gliederung ist heute fast nur noch in juristischen Texten, auch in Klausuren, Haus- und Examensarbeiten üblich, allerdings in der Regel nicht verpflichtend.
Beispiel:
A Gliederungsebene 1
I. Gliederungsebene 2
1. Gliederungsebene 3
2. Gliederungsebene 3
a) Gliederungsebene 4
aa) Gliederungsebene 5
(1) Gliederungsebene 6
α) Gliederungsebene 7
β) Gliederungsebene 7
(2) Gliederungsebene 6
bb) Gliederungsebene 5
b) Gliederungsebene 4
aa) Gliederungsebene 5
bb) Gliederungsebene 5
(1) Gliederungsebene 6
(2) Gliederungsebene 6
II. Gliederungsebene 2
B Gliederungsebene 1

### Vor- und Nachteile beider Gliederungssysteme
Befürworter der alphanumerischen Gliederung halten sie für übersichtlicher als die numerische. Befürworter der numerischen Gliederung sehen es umgekehrt: So sei z. B. bei der Angabe „1.1.1.1.1“ in der Überschrift eindeutiger und schneller erfassbar, in welchem Gliederungsabschnitt man sich gerade befindet, als bei einer Angabe wie lediglich „(1)“. Der Vorteil der alphanumerischen Gliederung ist, dass bei sehr tief gegliederten Texten der Platzumfang für die Gliederungsangabe in der Überschrift gleich bleibt. Bei einer numerischen Gliederung nimmt der Umfang mit jeder Ebene etwas zu. Für eine Überschrift der 7. Ebene lautet die Gliederungsangabe in der numerischen Gliederung beispielsweise „5.3.4.1.2.8.1 (Überschriftentext)“, während sie in der alphanumerischen Gliederung schlicht „α) (Überschriftentext)“ lautet. Letzterer Nachteil der numerischen Gliederung ist der Grund dafür, weshalb die alphanumerische Gliederung in juristischen Werken noch immer sehr verbreitet ist. Diese haben häufig eine sehr tiefe Gliederung.
Die Verwendung des numerischen Gliederungssystems birgt bei internationalem Datenaustausch beispielsweise mit Tabellenkalkulationsprogrammen oder Datenbanken in der ersten Gliederungsebene die Gefahr der Verwechslung von Gliederungspunkten mit ganzen Zahlen und in der zweiten Gliederungsebene die Gefahr der Verwechslung von Gliederungspunkten mit Gleitkommazahlen, da insbesondere im englischsprachigen Raum der Punkt als Dezimaltrennzeichen verwendet wird.

### Häufig vorkommende Gliederungsfehler
Die Gliederung, d. h. die Unterteilung eines Textes in über- und untergeordnete Gedanken, ist kein Selbstzweck. Sie dient der Orientierung des Lesers und muss in sich schlüssig sein. In verschiedenen Leitfäden zum wissenschaftlichen Schreiben werden deshalb „Fehler“ benannt, die man vermeiden soll. Wie immer in der Stilistik sind solche Fehler subjektiver Natur und können sich auch von Leitfaden zu Leitfaden unterscheiden. Häufig werden folgende Dinge genannt:
- Punkt am Ende der Gliederungsziffern bei Verwendung der dezimalen Gliederung (zum Beispiel „2.1.“ statt korrekterweise „2.1“)
- Mischung aus dezimalem und alphanumerischem Prinzip
- Unlogische Benummerung: Beispielsweise ist die Abfolge 1, 2, 2.1, 3 unlogisch. Als Untergliederung zu Punkt 2 müssen mindestens 2.1 und 2.2 erscheinen.
- Überschriften ohne inhaltliche Aussage: Kapitelüberschriften mit Leerformeln wie Einführung, Hauptteil, Schluss, Exkurs usw. widersprechen dem Sinn von Überschriften, den Inhalt des jeweiligen Kapitels anzukündigen.
- Vollständigkeit implizierende Überschriften: Dies ist häufig bei Verwendung des bestimmten Artikels (der, die, das) der Fall. Wer z. B. ein Kapitel mit „Die Möglichkeiten und die Grenzen des Self-Scannings“ überschreibt, müsste tatsächlich alle Möglichkeiten und alle Grenzen bearbeiten.
- Unzutreffende Überschriften: Beispielsweise muss eine „Zusammenfassung“ tatsächlich eine Kurzversion des bereits Behandelten enthalten; in ihr dürfen keine neuen Aspekte auftauchen. Dagegen muss ein „Ausblick“ tatsächlich neue, zu erwartende Entwicklungen aufzeigen, aber bereits Behandeltes nicht wiederholen.[11]

Es empfiehlt sich, in den Überschriften Verbalstil und Nominalstil nicht zu mischen. 

Ein Negativbeispiel: 
„3.2.1 Welche Vorteile mit Self-Scanning verbunden sind“ (Verbalstil)
„3.2.2 Nachteile des Self-Scannings“ (Nominalstil)

## Gliederung von Informationen
Die Gliederung von komplexen Informationszusammenhängen kann durch Techniken wie die Visualisierung in Baumstrukturen oder sogenannte Mind-Maps unterstützt werden.
Vor dem Aufkommen von PCs sammelten Wissenarbeiter (Studenten, Wissenschaftler, Journalisten und viele mehr) Notizen in Zettelkästen (siehe auch Persönliches Wissensmanagement). 
Die Nutzung von Informationstechnik (PCs, Scanner, Digitalfotos, Internet u. v. m.) bietet zahlreiche Möglichkeiten, Informationen zu speichern, zu bearbeiten und wiederzufinden (siehe auch Gliederungseditoren, Notiz-Software und Dokumentenmanagement-Software).